# Copa Merconorte 1998
La Copa Merconorte 1998 fue la primera edición del torneo de clubes de la región norte de América del Sur, organizado por la Confederación Sudamericana de Fútbol, en la que participaron equipos de cinco países: Bolivia, Colombia, Ecuador, Perú y Venezuela.
Inicialmente, Conmebol había establecido que el torneo se llevaría a cabo con la intervención de 16 equipos, entre los que se encontrarían América, Cruz Azul y Guadalajara de México; y D.C. United y Los Angeles Galaxy de Estados Unidos. En contrapartida, la Federación Mexicana de Fútbol insistió en que se incluyeran a Toluca y Necaxa, como reconocimiento por haber sido los finalistas del Torneo Verano 1998 de México, en los lugares de América y Guadalajara, a los que Conmebol consideraba en primera instancia por ser los equipos más populares del país. Al no haber acuerdo entre ambas partes, los clubes mexicanos terminaron renunciando al certamen, y la confederación continental acabó retirando a los dos participantes de Estados Unidos, invitando luego a un cuarto equipo colombiano (Deportivo Cali) a fin de formar una primera fase con tres grupos de cuatro equipos.
Atlético Nacional de Colombia logró su primer título en la competición luego de vencer en la final a Deportivo Cali del mismo país.

## Formato
Los 12 participantes fueron divididos en tres grupos de 4 equipos, donde cada uno enfrentó a sus rivales de zona bajo un sistema de liguilla a doble rueda, ida y vuelta. El primero de cada grupo y el mejor de los segundos accedieron a la instancia de semifinales, donde entró en juego el sistema de eliminación directa. Desde allí, ante la igualdad de puntos, obtenía la clasificación el equipo con mejor diferencia de goles; de persistir el empate, se efectuaron tiros desde el punto penal.
|                             |                             | Equipos que entran en esta fase                                                         | Equipos que provienen de la fase anterior                                         |
| --------------------------- | --------------------------- | --------------------------------------------------------------------------------------- | --------------------------------------------------------------------------------- |
| Fase de grupos (12 equipos) | Fase de grupos (12 equipos) | - 4 equipos de Colombia - 3 equipos de Ecuador y Perú - 1 equipo de Bolivia y Venezuela |                                                                                   |
| Fases finales (4 equipos)   | Fases finales (4 equipos)   |                                                                                         | - 3 equipos primeros de la Fase de grupos - 1 equipo segundo de la Fase de grupos |

## Equipos participantes
Todos los equipos participaron en calidad de invitados.
| País                     | Equipo                                                       |
| ------------------------ | ------------------------------------------------------------ |
| Bolivia 1 participante   | The Strongest                                                |
| Colombia 4 participantes | América de Cali Atlético Nacional Deportivo Cali Millonarios |
| Ecuador 3 participantes  | Barcelona El Nacional Emelec                                 |
| Perú 3 participantes     | Alianza Lima Sporting Cristal Universitario                  |
| Venezuela 1 participante | Caracas                                                      |

### Distribución geográfica de los equipos
Distribución geográfica de las sedes de los equipos participantes:

## Fase de grupos

### Grupo A
| Equipo           | Pts. | PJ | PG | PE | PP | GF | GC | DG |
| ---------------- | ---- | -- | -- | -- | -- | -- | -- | -- |
| Millonarios      | 10   | 6  | 3  | 1  | 2  | 7  | 8  | –1 |
| Emelec           | 9    | 6  | 2  | 3  | 1  | 9  | 6  | 3  |
| América de Cali  | 7    | 6  | 1  | 4  | 1  | 9  | 9  | 0  |
| Sporting Cristal | 4    | 6  | 0  | 4  | 2  | 5  | 7  | –2 |

| \| Fecha \| Lugar \| Local \| Resultado \| Visitante \| \| ---------------- \| --------- \| ---------------- \| --------- \| ---------------- \| \| 15 de septiembre \| Guayaquil \| Emelec \| 1:1 \| Sporting Cristal \| \| 15 de septiembre \| Cali \| América de Cali \| 2:1 \| Millonarios \| \| 23 de septiembre \| Lima \| Sporting Cristal \| 2:2 \| América de Cali \| \| 23 de septiembre \| Bogotá \| Millonarios \| 2:1 \| Emelec \| \| 30 de septiembre \| Lima \| Sporting Cristal \| 0:1 \| Millonarios \| \| 30 de septiembre \| Cali \| América de Cali \| 2:2 \| Emelec \| \| 8 de octubre \| Bogotá \| Millonarios \| 2:2 \| América de Cali \| \| 15 de octubre \| Lima \| Sporting Cristal \| 1:1 \| Emelec \| \| 22 de octubre \| Cali \| América de Cali \| 1:1 \| Sporting Cristal \| \| 29 de octubre \| Guayaquil \| Emelec \| 3:0 \| Millonarios \| \| 3 de noviembre \| Bogotá \| Millonarios \| 1:0 \| Sporting Cristal \| \| 10 de noviembre \| Guayaquil \| Emelec \| 1:0 \| América de Cali \| |           |                  |           |                  |
| Fecha | Lugar     | Local            | Resultado | Visitante        |
| 15 de septiembre | Guayaquil | Emelec           | 1:1       | Sporting Cristal |
| 15 de septiembre | Cali      | América de Cali  | 2:1       | Millonarios      |
| 23 de septiembre | Lima      | Sporting Cristal | 2:2       | América de Cali  |
| 23 de septiembre | Bogotá    | Millonarios      | 2:1       | Emelec           |
| 30 de septiembre | Lima      | Sporting Cristal | 0:1       | Millonarios      |
| 30 de septiembre | Cali      | América de Cali  | 2:2       | Emelec           |
| 8 de octubre | Bogotá    | Millonarios      | 2:2       | América de Cali  |
| 15 de octubre | Lima      | Sporting Cristal | 1:1       | Emelec           |
| 22 de octubre | Cali      | América de Cali  | 1:1       | Sporting Cristal |
| 29 de octubre | Guayaquil | Emelec           | 3:0       | Millonarios      |
| 3 de noviembre | Bogotá    | Millonarios      | 1:0       | Sporting Cristal |
| 10 de noviembre | Guayaquil | Emelec           | 1:0       | América de Cali  |

### Grupo B
| Equipo            | Pts. | PJ | PG | PE | PP | GF | GC | DG |
| ----------------- | ---- | -- | -- | -- | -- | -- | -- | -- |
| Atlético Nacional | 11   | 6  | 3  | 2  | 1  | 14 | 7  | 7  |
| Alianza Lima      | 8    | 6  | 2  | 2  | 2  | 8  | 6  | 2  |
| The Strongest     | 8    | 6  | 2  | 2  | 2  | 5  | 9  | –4 |
| Barcelona         | 5    | 6  | 1  | 2  | 3  | 5  | 10 | –5 |

| \| Fecha \| Lugar \| Local \| Resultado \| Visitante \| \| ---------------- \| --------- \| ----------------- \| --------- \| ----------------- \| \| 16 de septiembre \| Lima \| Alianza Lima \| 2:0 \| Barcelona \| \| 16 de septiembre \| La Paz \| The Strongest \| 0:2 \| Atlético Nacional \| \| 22 de septiembre \| Guayaquil \| Barcelona \| 1:1 \| The Strongest \| \| 22 de septiembre \| Medellín \| Atlético Nacional \| 3:1 \| Alianza Lima \| \| 1 de octubre \| Guayaquil \| Barcelona \| 2:2 \| Atlético Nacional \| \| 1 de octubre \| La Paz \| The Strongest \| 0:0 \| Alianza Lima \| \| 7 de octubre \| Guayaquil \| Barcelona \| 2:0 \| Alianza Lima \| \| 14 de octubre \| Medellín \| Atlético Nacional \| 2:3 \| The Strongest \| \| 20 de octubre \| La Paz \| The Strongest \| 1:0 \| Barcelona \| \| 27 de octubre \| Lima \| Alianza Lima \| 1:1 \| Atlético Nacional \| \| 5 de noviembre \| Medellín \| Atlético Nacional \| 4:0 \| Barcelona \| \| 12 de noviembre \| Lima \| Alianza Lima \| 4:0 \| The Strongest \| |           |                   |           |                   |
| Fecha | Lugar     | Local             | Resultado | Visitante         |
| 16 de septiembre | Lima      | Alianza Lima      | 2:0       | Barcelona         |
| 16 de septiembre | La Paz    | The Strongest     | 0:2       | Atlético Nacional |
| 22 de septiembre | Guayaquil | Barcelona         | 1:1       | The Strongest     |
| 22 de septiembre | Medellín  | Atlético Nacional | 3:1       | Alianza Lima      |
| 1 de octubre | Guayaquil | Barcelona         | 2:2       | Atlético Nacional |
| 1 de octubre | La Paz    | The Strongest     | 0:0       | Alianza Lima      |
| 7 de octubre | Guayaquil | Barcelona         | 2:0       | Alianza Lima      |
| 14 de octubre | Medellín  | Atlético Nacional | 2:3       | The Strongest     |
| 20 de octubre | La Paz    | The Strongest     | 1:0       | Barcelona         |
| 27 de octubre | Lima      | Alianza Lima      | 1:1       | Atlético Nacional |
| 5 de noviembre | Medellín  | Atlético Nacional | 4:0       | Barcelona         |
| 12 de noviembre | Lima      | Alianza Lima      | 4:0       | The Strongest     |

### Grupo C
| Equipo         | Pts. | PJ | PG | PE | PP | GF | GC | DG |
| -------------- | ---- | -- | -- | -- | -- | -- | -- | -- |
| Deportivo Cali | 11   | 6  | 3  | 2  | 1  | 7  | 3  | 4  |
| El Nacional    | 10   | 6  | 3  | 1  | 2  | 6  | 6  | 0  |
| Caracas        | 7    | 6  | 2  | 1  | 3  | 6  | 8  | –2 |
| Universitario  | 5    | 6  | 1  | 2  | 3  | 6  | 8  | –2 |

| \| Fecha \| Lugar \| Local \| Resultado \| Visitante \| \| ---------------- \| -------- \| -------------- \| --------- \| -------------- \| \| 17 de septiembre \| Lima \| Universitario \| 0:0 \| Deportivo Cali \| \| 17 de septiembre \| Valencia \| Caracas \| 1:0 \| El Nacional \| \| 24 de septiembre \| Quito \| El Nacional \| 1:1 \| Universitario \| \| 24 de septiembre \| Cali \| Deportivo Cali \| 1:1 \| Caracas \| \| 29 de septiembre \| Caracas \| Caracas \| 0:2 \| Universitario \| \| 29 de septiembre \| Cali \| Deportivo Cali \| 2:0 \| El Nacional \| \| 6 de octubre \| Cali \| Deportivo Cali \| 2:1 \| Universitario \| \| 13 de octubre \| Quito \| El Nacional \| 2:1 \| Caracas \| \| 21 de octubre \| Lima \| Universitario \| 1:2 \| El Nacional \| \| 28 de octubre \| Valencia \| Caracas \| 0:2 \| Deportivo Cali \| \| 4 de noviembre \| Lima \| Universitario \| 1:3 \| Caracas \| \| 11 de noviembre \| Quito \| El Nacional \| 1:0 \| Deportivo Cali \| |          |                |           |                |
| Fecha | Lugar    | Local          | Resultado | Visitante      |
| 17 de septiembre | Lima     | Universitario  | 0:0       | Deportivo Cali |
| 17 de septiembre | Valencia | Caracas        | 1:0       | El Nacional    |
| 24 de septiembre | Quito    | El Nacional    | 1:1       | Universitario  |
| 24 de septiembre | Cali     | Deportivo Cali | 1:1       | Caracas        |
| 29 de septiembre | Caracas  | Caracas        | 0:2       | Universitario  |
| 29 de septiembre | Cali     | Deportivo Cali | 2:0       | El Nacional    |
| 6 de octubre | Cali     | Deportivo Cali | 2:1       | Universitario  |
| 13 de octubre | Quito    | El Nacional    | 2:1       | Caracas        |
| 21 de octubre | Lima     | Universitario  | 1:2       | El Nacional    |
| 28 de octubre | Valencia | Caracas        | 0:2       | Deportivo Cali |
| 4 de noviembre | Lima     | Universitario  | 1:3       | Caracas        |
| 11 de noviembre | Quito    | El Nacional    | 1:0       | Deportivo Cali |

### Tabla de segundos puestos
El mejor de los equipos ubicados en la segunda posición de cada grupo accedió a las semifinales, junto con los 3 primeros.
| Equipo       | Gr. | Pts. | PJ | PG | PE | PP | GF | GC | DG |
| ------------ | --- | ---- | -- | -- | -- | -- | -- | -- | -- |
| El Nacional  | C   | 10   | 6  | 3  | 1  | 2  | 6  | 6  | 0  |
| Emelec       | A   | 9    | 6  | 2  | 3  | 1  | 9  | 6  | 3  |
| Alianza Lima | B   | 8    | 6  | 2  | 2  | 2  | 8  | 6  | 2  |

## Fases finales

### Cuadro de desarrollo
|  | Semifinales           | Semifinales           | Semifinales           | Semifinales           |   |                | Final              | Final              | Final              | Final              |  |
|  | 19 al 26 de noviembre | 19 al 26 de noviembre | 19 al 26 de noviembre | 19 al 26 de noviembre |   |                | 3 y 9 de diciembre | 3 y 9 de diciembre | 3 y 9 de diciembre | 3 y 9 de diciembre |  |
|  |                       |                       |                       |                       |   |                |                    |                    |                    |                    |  |
|  |                       |                       |                       |                       |   |                |                    |                    |                    |                    |  |
|  | Deportivo Cali (p)    | 2                     | 1                     | 3 (5)                 |   |                |                    |                    |                    |                    |  |
|  | Deportivo Cali (p)    | 2                     | 1                     | 3 (5)                 |   |                |                    |                    |                    |                    |  |
|  | El Nacional           | 1                     | 2                     | 3 (4)                 |   |                |                    |                    |                    |                    |  |
|  | El Nacional           | 1                     | 2                     | 3 (4)                 |   | Deportivo Cali | 1                  | 0                  | 1                  |                    |  |
|  |                       |                       |                       |                       |   | Deportivo Cali | 1                  | 0                  | 1                  |                    |  |
|  |                       |                       | Atlético Nacional     | 3                     | 1 | 4              |                    |                    |                    |                    |  |
|  | Atlético Nacional     | 2                     | Atlético Nacional     | 3                     | 1 | 4              | 1                  | 3                  |                    |                    |  |
|  | Atlético Nacional     | 2                     |                       |                       |   |                | 1                  | 3                  |                    |                    |  |
|  | Millonarios           | 0                     | 2                     | 2                     |   |                |                    |                    |                    |                    |  |
|  | Millonarios           | 0                     | 2                     | 2                     |   |                |                    |                    |                    |                    |  |
|  |                       |                       |                       |                       |   |                |                    |                    |                    |                    |  |

- Nota: En cada llave, el equipo que ocupa la primera línea es el que definió la serie como local.

### Semifinales
| 19 de noviembre de 1998 | El Nacional | 1:2 (0:1) | Deportivo Cali            | Estadio Olímpico Atahualpa, Quito |                                   |
|                         | Chalá 61'   |           | Gaviria 31' · Bonilla 47' | Árbitro(s): José Arana Villamonte | Árbitro(s): José Arana Villamonte |

| 26 de noviembre de 1998 | Deportivo Cali                                          | 1:2 (0:0) (5:4 p.)         | El Nacional                                              | Estadio Olímpico Pascual Guerrero, Cali |                             |
|                         | Escobar 69'                                             |                            | 59' Valencia · 83' Ferri                                 | Árbitro(s): Paolo Borgosano             | Árbitro(s): Paolo Borgosano |
|                         |                                                         | Tiros desde el punto penal |                                                          |                                         |                             |
|                         | Zapata · Bedoya · Córdoba · Dudamel · Patiño · Mosquera |                            | Alvarado · Ordóñez · Ferri · Burbano · Arroyo · Carcelén |                                         |                             |

| 19 de noviembre de 1998 | Millonarios | 0:2 (0:0) | Atlético Nacional           | Estadio El Campín, Bogotá |                         |
|                         |             |           | Zambrano 62' · Morantes 77' | Árbitro(s): René Ortubé   | Árbitro(s): René Ortubé |

| 26 de noviembre de 1998 | Atlético Nacional | 1:2 (0:0) | Millonarios            | Estadio Atanasio Girardot, Medellín |                            |
|                         | Grisales 64'      |           | Toro 71' · Ramírez 81' | Árbitro(s): Luis Solórzano          | Árbitro(s): Luis Solórzano |

### Final
| 3 de diciembre de 1998 | Atlético Nacional           | 3:1 (1:0) | Deportivo Cali | Estadio Atanasio Girardot, Medellín |                          |
|                        | Vásquez 29' 73' · Perea 61' |           | Zapata 49'     | Árbitro(s): Felipe Russi            | Árbitro(s): Felipe Russi |

| 9 de diciembre de 1998 | Deportivo Cali | 0:1 (0:0) | Atlético Nacional | Estadio Olímpico Pascual Guerrero, Cali |                        |
|                        |                |           | Morantes 90'      | Árbitro(s): Óscar Ruiz                  | Árbitro(s): Óscar Ruiz |

|                                       |
| Bandera de Colombia                   |
| Campeón Atlético Nacional 1.er título |

## Estadísticas

### Clasificación general
| Pos. | Equipo            | Pts | PJ | PG | PE | PP | GF | GC | Dif. | Rend.  |
| ---- | ----------------- | --- | -- | -- | -- | -- | -- | -- | ---- | ------ |
| 1    | Atlético Nacional | 20  | 10 | 6  | 2  | 2  | 21 | 10 | 11   | 66,66% |
| 2    | Deportivo Cali    | 14  | 10 | 4  | 2  | 4  | 11 | 10 | 1    | 46,66% |
| 3    | El Nacional       | 13  | 8  | 4  | 1  | 3  | 9  | 9  | 0    | 54,16% |
| 4    | Millonarios       | 13  | 8  | 4  | 1  | 3  | 9  | 11 | −2   | 54,16% |
| 5    | Emelec            | 9   | 6  | 2  | 3  | 1  | 9  | 6  | 3    | 50%    |
| 6    | Alianza Lima      | 8   | 6  | 2  | 2  | 2  | 8  | 6  | 2    | 44,44% |
| 7    | The Strongest     | 8   | 6  | 2  | 2  | 2  | 5  | 9  | –4   | 44,44% |
| 8    | América de Cali   | 7   | 6  | 1  | 4  | 1  | 9  | 9  | 0    | 38,88% |
| 9    | Caracas           | 7   | 6  | 2  | 1  | 3  | 6  | 8  | –2   | 38,88% |
| 10   | Universitario     | 5   | 6  | 1  | 2  | 3  | 6  | 8  | –2   | 27,77% |
| 11   | Barcelona         | 5   | 6  | 1  | 2  | 3  | 5  | 10 | –5   | 27,77% |
| 12   | Sporting Cristal  | 4   | 6  | 0  | 4  | 2  | 5  | 7  | –2   | 22,22% |

### Goleadores
| Jugador               | Club              | Goles |
| --------------------- | ----------------- | ----- |
| Héctor Ferri          | El Nacional       | 4     |
| Néider Morantes       | Atlético Nacional | 4     |
| Rafael Castellín      | Caracas           | 4     |
| Héctor Hurtado        | América de Cali   | 4     |
| Carlos Alberto Juárez | Emelec            | 4     |
| Víctor Bonilla        | Deportivo Cali    | 3     |
| Walter Escobar        | Deportivo Cali    | 3     |
| Carlos Vásquez        | Atlético Nacional | 3     |
| Mauro Cantoro         | Universitario     | 3     |
| Jairo Castillo        | América de Cali   | 3     |
| Germán Carty          | Sporting Cristal  | 3     |